# Munjava
 Munjava  falu Horvátországban, Károlyváros megyében. Közigazgatásilag Josipdolhoz tartozik.

## Fekvése
Károlyvárostól 40 km-re délnyugatra a Plaški-mezőn, a Munjava-patak partján fekszik. Itt ágaznak el a Károlyváros felől Brinje és Plaški felé tartó főutak. Ma Munjava két részre oszlik. Az északabbra fekvő Munjaván van Josipdol község központja, míg a délebbi, Modrushoz közeli Munjava a Munjava Modruška nevet viseli.

## Története
A falu területe a középkorban a Frangepánok modrusi uradalmához tartozott. A török támadások miatt ez a vidék a 16. századra teljesen puszta lett. Munjava több mint egy évszázaddal Josipdol előtt  17. század elején települt. A török által elfoglalt területekről érkező szerbek első csoportja 1609-ben érkezett ide, majd a század közepéig több hullámban települt le szerb pravoszláv lakosság. Templomokat, melyet Szent Mihály és Gábriel arkangyaloknak szenteltek 1838 és 1841 között építették fel. 
A falunak 1857-ben 329, 1910-ben 268 lakosa volt. Trianonig Modrus-Fiume vármegye Ogulini járásához tartozott. 1943 szeptemberében a megszálló olasz csapatok a templomot és a környező házakat is felégették. A templomot a háború után a településsel együtt építették újjá.
2011-ben a településnek 240 lakosa volt. Ma itt található Josipdol község székhelye.

## Lakosság
| Lakosság változása | Lakosság változása | Lakosság változása | Lakosság változása | Lakosság változása | Lakosság változása | Lakosság változása | Lakosság változása | Lakosság változása | Lakosság változása | Lakosság változása | Lakosság változása | Lakosság változása | Lakosság változása | Lakosság változása | Lakosság változása |
| ------------------ | ------------------ | ------------------ | ------------------ | ------------------ | ------------------ | ------------------ | ------------------ | ------------------ | ------------------ | ------------------ | ------------------ | ------------------ | ------------------ | ------------------ | ------------------ |
| 1857               | 1869               | 1880               | 1890               | 1900               | 1910               | 1921               | 1931               | 1948               | 1953               | 1961               | 1971               | 1981               | 1991               | 2001               | 2011               |
| 329                | 243                | 173                | 275                | 266                | 268                | 301                | 333                | 226                | 228                | 229                | 217                | 218                | 228                | 198                | 240                |

## Nevezetességei
Mihály arkangyal és Gábor főangyal tiszteletére szentelt szerb pravoszláv temploma 1838 és 1841 között épült.

## Jegyzetek

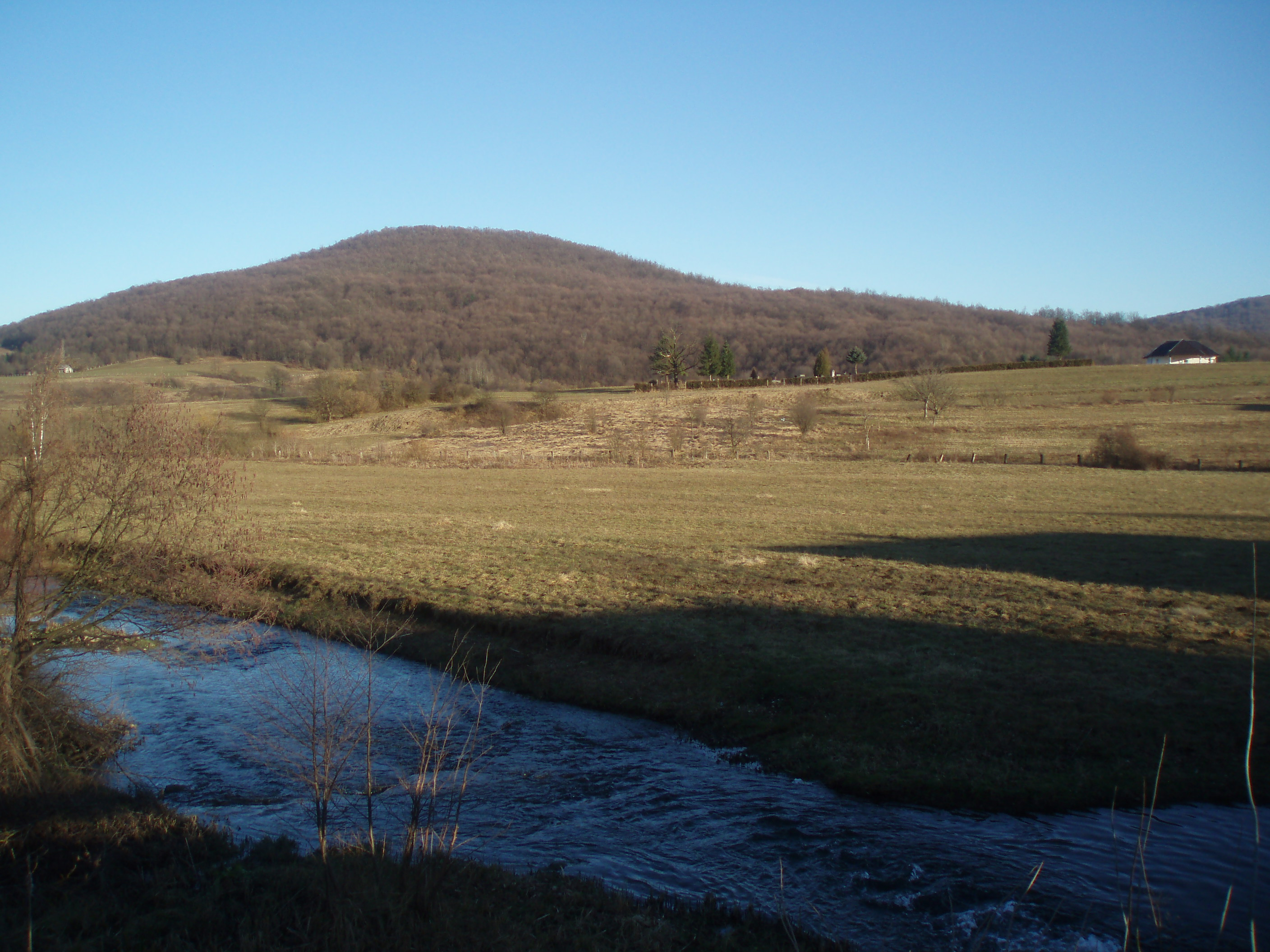
A település névadó patakja a Munjava